# Freycinetia kinabaluana
Freycinetia kinabaluana är en enhjärtbladig växtart som beskrevs av Benjamin Clemens Masterman Stone. Freycinetia kinabaluana ingår i släktet Freycinetia och familjen Pandanaceae. Inga underarter finns listade.